# Shinhan Bank
Shinhan Bank est une banque de Corée du Sud, basée à Séoul.

## Histoire
Elle est fondée en 1897 en tant que Hanseong Bank. Mais elle n'existe sur sa forme actuelle que depuis 1982.
Elle a fusionné avec Jeju Bank et Chohung Bank en 2006.